# Hugo Viana (lutador)
Hugo Viana (Salvador, 23 de setembro de 1982), conhecido como Wolverine, é um lutador brasileiro de MMA, profissional da área desde 2010. Apesar de ter estreado sua carreira nos Pesos-Pena, categoria em que competiu na primeira temporada do reality show The Ultimate Fighter: Brasil, Hugo luta hoje na categoria Peso-Galo do Ultimate Fighting Championship.

## Carreira no MMA
Wolverine decidiu começar a treinar MMA em 2010 depois de admirar o esporte há vários anos e competindo no Tae Kwon Do anteriormente. Ele começou seu treinamento com campeões de MMA da equipe em sua cidade natal, Salvador, Bahia. Ele não gastou muito tempo no circuito amador, apenas competiu em uma luta antes de virar profissional apenas alguns meses mais tarde.
Ele fez sua estréia profissional em 26 de maio de 2010, contra Marcelo Santos no Win Fight and Entertainment 6. Wolverine ganhou a luta por decisão unânime após três rounds. Ele fez sua próxima Luta em agosto de 2010 contra Marcelo Palombo de Souza, ganhando a luta por decisão dividida. De novembro de 2010 a setembro de 2011 Wolverine lutou três vezes, vencendo todas as três lutas por decisão unânime tornando seu cartel com 5-0. Ele se inscreveu para uma vaga na primeira edição do The Ultimate Fighter: Brasil e foi selecionado.

### The Ultimate Fighter
Em março de 2012, foi revelado que Wolverine foi escolhido para ser um participante do The Ultimate Fighter: Brasil. Ele derrotou Alexandre "Sangue" Ramos por nocaute técnico no primeiro round das eliminatórias e se tornou um membro do elenco oficial.
Hugo foi a segunda escolha de Vitor Belfort, para fazer parte do Time Vitor. Na primeira rodada do torneio, Wolverine foi escolhido para lutar com Marcos Vina do Time Wanderlei. Após dois rounds, Hugo foi anunciado o vencedor por decisão unânime.
Na semi-final Wolverine lutou contra Rony Jason, perdendo a luta por decisão unânime, assim, sendo eliminado.

### Ultimate Fighting Championship
Wolverine fez sua estreia no UFC em 23 de junho de 2012, no UFC 147 com vitória em cima de John Macapá por decisão dividida.
Em sua volta, enfrentou Reuben Duran no em 15 de dezembro de 2012, no The Ultimate Fighter 16 Finale e venceu por nocaute no primeiro round.
Wolverine era esperado para enfrentar Fransisco Rivera em 20 de abril de 2013, no UFC on Fox: Henderson vs. Melendez. Contudo, Rivera sofreu uma lesão e foi substituido pelo finalista do The Ultimate Fighter: Team Bisping vs. Team Miller, T.J. Dillashaw. Na luta, Wolverine perdeu por nocaute técnico no primeiro round.
Wolverine era esperado para enfrentar Johnny Bedford em 4 de setembro de 2013, no UFC Fight Night: Teixeira vs. Bader, porém Bedford se lesionou e foi substituído por Wilson Reis. Porém, menos de uma semana antes do evento, uma lesão no joelho tirou Wolverine do evento.
Wolverine enfrentou Junior Hernandez em 25 de janeiro de 2014 no UFC on Fox: Henderson vs. Thomson e venceu por decisão unânime.
Wolverine enfrentou Aljamain Sterling em 16 de julho de 2014 no UFC Fight Night: Cerrone vs. Miller. Wolverine perdeu por nocaute técnico após Sterling conseguir a montada e trabalhar no ground and pound.
Viana enfrentou o argentino Guido Cannetti em 1 de Agosto de 2015 no UFC 190. Ele foi derrotado por decisão unânime.

## Cartel no MMA
| Cartel no MMA   |            |            |
| 11 lutas        | 8 vitórias | 3 derrotas |
| Por nocaute     | 1          | 2          |
| Por finalização | 0          | 0          |
| Por decisão     | 7          | 1          |

| Res.    | Cartel | Oponente                 | Método             | Evento                              | Data       | Round | Tempo | Local                        | Notas                                |
| ------- | ------ | ------------------------ | ------------------ | ----------------------------------- | ---------- | ----- | ----- | ---------------------------- | ------------------------------------ |
| Derrota | 8-3    | Guido Cannetti           | Decisão (unânime)  | UFC 190: Rousey vs. Correia         | 01/08/2015 | 3     | 5:00  | Rio de Janeiro               |                                      |
| Derrota | 8-2    | Aljamain Sterling        | TKO (socos)        | UFC Fight Night: Cerrone vs. Miller | 16/07/2014 | 3     | 3:50  | Atlantic City, New Jersey    |                                      |
| Vitória | 8-1    | Junior Hernandez         | Decisão (unânime)  | UFC on Fox: Henderson vs. Thomson   | 25/01/2014 | 3     | 5:00  | Chicago, Illinois            |                                      |
| Derrota | 7-1    | T.J. Dillashaw           | TKO (socos)        | UFC on Fox: Henderson vs. Melendez  | 20/04/2013 | 1     | 4:22  | San Jose, California         |                                      |
| Vitória | 7-0    | Reuben Duran             | Nocaute (soco)     | The Ultimate Fighter 16 Finale      | 15/12/2012 | 1     | 4:16  | Las Vegas, Nevada            | Estreia no Pesos Galo.               |
| Vitória | 6-0    | John Macapá              | Decisão (dividida) | UFC 147: Silva vs. Frankin II       | 23/07/2012 | 3     | 5:00  | Belo Horizonte, Minas Gerais | Estreia no UFC; Peso casado (68 kg). |
| Vitória | 5-0    | Thiago Luis Nascimento   | Decisão (unânime)  | WFE 10 - Platinum                   | 16/09/2011 | 3     | 5:00  | Salvador, Bahia              |                                      |
| Vitória | 4-0    | Rafael Sobral            | Decisão (unânime)  | WFE 9 - Platinum                    | 14/05/2011 | 3     | 5:00  | Salvador, Bahia              |                                      |
| Vitória | 3-0    | Dingo Sampaio            | Decisão (unânime)  | Demo Fight 5                        | 21/11/2010 | 3     | 5:00  | Salvador, Bahia              |                                      |
| Vitória | 2-0    | Marcelo Palombo de Souza | Decisão (dividida) | WFE 7                               | 21/08/2010 | 3     | 5:00  | Salvador, Bahia              |                                      |
| Vitória | 1-0    | Marcelo Santos           | Decisão (unânime)  | WFE 6                               | 26/05/2010 | 3     | 5:00  | Salvador, Bahia              | Estreia no MMA.                      |